# Mattéo Vercher
Mattéo Vercher (Lione, 26 gennaio 2001) è un ciclista su strada e ciclocrossista francese che corre per il team TotalEnergies; è professionista dal 2023.

## Palmarès

### Strada
- 2019 (Juniores)

2ª tappa Tour du Gévaudan Occitanie
1ª tappa Tour de la Vallée de la Trambouze (Cours-la-Ville > Cours-la-Ville)
- 2022 (Vendée U, cinque vittorie)

Manche-Atlantique
Classique du Châtillonnais
Campionati francesi, Prova in linea Dilettanti
2ª tappa Trois Jours de Cherbourg (Querqueville > Octeville)
Classifica generale Trois Jours de Cherbourg
Jard-Les Herbiers
- 2025 (TotalEnergies, una vittoria)

Tour du Doubs

#### Altri successi
- 2019 (Juniores)

Classifica sprint Tour de Gironde Juniors
- 2022 (Vendée U)

Classifica a punti Tour du Pays de Montbéliard
Classifica giovani Trois Jours de Cherbourg
- 2024 (TotalEnergies)

Classifica scalatori Tour des Alpes-Maritimes

### Cross
- 2018-2019

Ciclocross Belleville
Cyclo-cross de Jablines, Junior (Jablines)
- 2019-2020

Ciclocross Toulouse-le-Chateau, Juniores
Ciclocross Montferrat, Juniores
Ciclocross Côte-Saint-André, Juniores
Ciclocross Belleville, Juniores
Ciclocross Belmont-de-la-Loire, Juniores
- 2020-2021

Ciclocross Bischwiller
Ciclocross Montferrat
- 2023-2024

Ciclocross Montferrat
- 2024-2025

Ciclocross Passy
Ciclocross Saint Vulbas

## Piazzamenti

### Grandi Giri
- Tour de France

2024: 103º
2025: 124º

### Classiche monumento
- Liegi-Bastogne-Liegi

2023: ritirato
- Giro di Lombardia

2023: ritirato

### Competizioni europee
- Campionati europei di ciclocross

Tábor 2017 - Junior: 43º
Rosmalen 2018 - Junior: 20º